# Thác Bạt Thập Dực Kiền
Thác Bạt Thập Dực Kiền (tiếng Trung: 拓跋什翼犍; bính âm: Tuòbá Shíyìjiān) (320-376), là một thủ lĩnh tối cao của người Tiên Ti và là vua của nước Đại vào thời Ngũ Hồ thập lục quốc trong lịch sử Trung Quốc. Ông tại vị từ năm 338 đến năm 376. Thác Bạt Thập Dực Kiền là con trai thứ của Thác Bạt Úc Luật và là em trai của Thác Bạt Ế Hòe.
Năm 329, Thác Bạt Ế Hòe lên ngôi Đại vương, đã đưa Thác Bạt Thập Dực Kiền đến Hậu Triệu để làm con tin với mục đích thỉnh cầu hòa giải giữa hai bên. Năm 338, Thác Bạt Ế Hòe bệnh trọng, đã để lại di mệnh lập Thác Bạt Thập Dực Kiền làm người kế vị. Các tù trưởng bộ lạc do nghĩ rằng Thác Bạt Thập Dực Kiền khó mà có thể quay trở về từ Hậu Triệu, bèn ủng hộ em trai của Thác Bạt Thập Dực Kiền và Thác Bạt Cô (拓跋孤) lên ngôi. Thác Bạt Cô tuy vậy lại cự tuyệt và tự nguyện đến Hậu Triệu để làm con tim thay cho Thác Bạt thập Dực Kiền, Thiên vương Thạch Hổ của Hậu Triệu cảm kích trước điều này và đã cho cả hai hồi quốc. Vì vậy, khi Thác Bạt Thập Dực Kiền làm Đại vương ở Phồn Trì (繁峙, nay thuộc Hồn Nguyên, Sơn Tây) và đặt niên hiệu "Kiến Quốc", đã phân phong một nửa lãnh thổ cho Thác Bạt Cô. Năm Kiến Quốc thứ 3 (340), Thác Bạt Thập Dực Kiền thiên đô về Thịnh Lạc (盛樂, nay thuộc Horinger, Nội Mông).
Thác Bạt Thập Dực Kiền là người có cả hai đức tính can đảm và khôn ngoan, do vậy sự nghiệp của tổ tiên dần dần được phục hưng, ông bắt đầu thiết lập hàng quan phẩm, phân biệt quản lý chính vụ, luật lệ đơn giản, dân chúng an cư lạc nghiệp. Lãnh thổ phía đông từ Uế Mạch (nay là bắc bộ bán đảo Triều Tiên), nam đến Âm Sơn, bắc giáp sa mạc. Năm Kiến Quốc thứ 39 (376), Tiền Tần tấn công nước Đại, lúc này con trai của Thác Bạt Cô là Thác Bạt Cân vì không thể kế thừa chức vụ của cha nên trong lòng oán giận, do đó đã lừa thứ trưởng tử của Thác Bạt Thập Dực Kiền là Thác Bạt Thật Quân giết chết huynh đệ, Thác Bạt Thật Quân do vậy đã giết hết huynh đệ cùng phụ thân. Tiền Tần nhân lúc nước Đại có loạn nên đã phát động công kích, nước Đại diệt vong.
Năm 398, cháu của Thác Bạt Thập Dực Kiền là Thác Bạt Khuê đã xưng đế, trở thành Bắc Ngụy Đạo Vũ Đế. Thác Bạt Khuê đã truy thụy cho Thác Bạt Thập Dực Kiền là Chiêu Thành Hoàng đế (昭成皇帝), miếu hiệu là Cao Tổ (高祖)